# HIGH PRESSURE (曲)
「HIGH PRESSURE」（ハイ・プレッシャー）は、1997年7月1日にリリースされたT.M.Revolutionの5枚目のシングル。発売元はアンティノスレコード。

## 概要
- ロッテ「Sweetieアイス」CMソングに起用され、シングルでは初のオリコントップ10入りを果たし、6thシングル「WHITE BREATH」に次ぐ78.7万枚（オリコン調べ）のセールスを記録した[1]。
- この曲でテレビ朝日系『ミュージックステーション』に初出演した。
- ミュージック・ビデオは豊洲で撮影され、大がかりな野外セットを組んで撮影に臨んだ。撮影カットでは西川やセットという表舞台だけでなく、カメラクレーンやスタッフなどいわゆる裏舞台も映し出している。
- コタニキンヤ.は、この曲を発売当時に聴いた際「大変感動した」という。コタニは後に「コタニキンヤ」名義で当時T.M.R.が所属していたアンティノスレコードよりMad Soldiers（浅倉大介）プロデュースでデビュー。その後キンヤ名義を経て現在はコタニキンヤ.名義で活動している。
- 表題曲は、TBS系『B'T-X』の台湾・中国版にてオープニングテーマになっている。（日本国内版は「遥か〜SAILING FOR MY DREAM〜」/ 歌・FENCE OF DEFENSE・ポリドール）

## 収録曲
全曲作詞：井上秋緒　作曲・編曲：浅倉大介
1. HIGH PRESSURE
出版社：ダーウィン

ロッテ「Sweetieアイス」CMソング
TBS系『B'T-X』台湾・中国版オープニングテーマ
フジテレビ系『FNS27時間テレビ37』テーマソング
1. HIGH PRESSURE (Original Backing Track)
出版社：ダーウィン
2. HIGH PRESSURE “夏祭り SUMMER FESTA” MIX
出版社：ダーウィン
M.S.T.によるリミックス。

## 収録アルバム
- triple joker（#1,MORE HEAT MIX）
- DISCORdanza Try My Remix 〜Single Collections（#1,Pic-Nic I-Mix）
- B★E★S★T（#1）
- UNDER:COVER（#1,セルフカバー版）　このバージョンでは歌い出しがAメロからになっており、後半の「カラダを夏にスル　不屈のEARLY SUMMER!」の部分が省かれている。
- 1000000000000（#1）
- DAynamite Mix Juice1-you know beat?-（#3,“夏祭り SUMMER FESTA” MIX）
- RAIMEI（#1,セルフカバー版）　WHITE BREATH、HOT LIMITととのメドレーとなっており、こちらはUNDER:COVER版とは異なり原曲の構成を再現したもの。

## カバー
- 大和亜季（村中知） - ゲーム『アイドルマスター シンデレラガールズ スターライトステージ』収録曲として2019年9月13日に追加[2]。同年10月8日から配信販売が開始されたのち、翌年2020年4月15日発売のシングル「THE IDOLM@STER CINDERELLA GIRLS STARLIGHT MASTER 38 Fascinate」に収録された。
- ほいけんた - 2023年1月放送の『千鳥の鬼レンチャン』（フジテレビ系）の「サビだけカラオケ」にて「カラダが」のところを「カラダぐぅ」と自身の独特な発音[3]で歌唱、たちまち千鳥とかまいたちを爆笑させたうえ、その歌声がSNS上で話題となっており、そのことがきっかけで、当番組がベースとなった7月22日・23日放送の『FNS27時間テレビ 鬼笑い祭』ではテーマソングに起用され、また、番組内コーナー「FNS鬼レンチャン歌謡祭」ではほいが西川とともに当楽曲を歌唱した[4]。さらに、2024年には、サントリー社製「プレミアムモルツ」のCMに「ほいエンジェル」役で出演し、替え歌を披露。鬼越トマホーク、映画泥棒、軟式globeなどと共演した。

| 頭サビ | 頭サビ        | → | Aメロ1・Bメロ1 | Aメロ1・Bメロ1 | → | サビ1 | サビ1         | → | Aメロ2・Bメロ2 | Aメロ2・Bメロ2 |
|        | 変ニ長調 (D♭) | → |                | ロ短調 (Bm)    | → |       | 変ニ長調 (D♭) | → |                | ロ短調 (Bm)    |

| サビ2 | サビ2         | → | サビ3 | サビ3      | → | 大サビ | 大サビ        |
|       | 変ニ長調 (D♭) | → |       | ハ長調 (C) | → |        | 変ニ長調 (D♭) |